# Сражение на Сунгари (1654)
Сражение на Сунгари — произошло 6—8 июня 1654 года между отрядом русских казаков под предводительством Онуфрия Степанова и цинским войском наместника Шархуды. Положило предел продвижению русских в южное Приамурье.

## Предшествующие события
После поражения, нанесенного Ерофеем Хабаровым цинскому отряду у Ачанского острога в марте 1652 года, новым наместником Нингуты — главной маньчжурской крепости на речном пути в Приамурье — был назначен известный полководец Шархуда. Остерегаясь нового сражения с казаками Хабарова, Шархуда намеревался лишить их продовольственной базы, предложив земледельческим народам дауров и дючеров переселяться с Амура на Сунгари (Шингал).
Вскоре русские действительно столкнулись с нехваткой хлебных запасов, которые они ранее успешно взимали с местного населения. Осенью 1653 года назначенный командующим казачьим отрядом после отстранения Хабарова пушкарский десятник Онуфрий Степанов Кузнец повел своё войско вверх по Сунгари, где собрал продовольствие у местных дючер, после чего отправился на зимовку в низовьях Амура.
Чтобы предотвратить новый поход русских на Сунгари, по приказу Шархуды в районе нынешнего селения Ваньлихотон (близ г. Фуцзинь, около 100 км от устья Сунгари) строились береговые земляные укрепления (по предположению Г. В. Мелихова, лично видевшего остатки валов), на которых были установлены пушки. Шла подготовка цинских войск, куда активно набирались молодые дауры и дючеры. Кроме того, на помощь Шархуде из вассальной Цинам Кореи прибыл отряд под командованием Пён Гыпа
Вместе с обслуживающим персоналом корейцев было 150 человек, из них 100 солдат были вооружены фитильными аркебузами, что до некоторой степени компенсировало превосходство русских в ручном огнестрельном оружии. В цинской речной флотилии на Сунгари было лишь 20 крупных лодок, способных перевозить не более 17 человек каждая. Остальные речные силы маньчжур и их союзников состояли из 140 малых берестяных лодок (оморочек), где помещалось по 4-5 человек
В конце мая 1654 года Онуфрий Степанов Кузнец по общему совету казачьего войска вновь повел свой отряд на Сунгари. На вооружение каждого было бесфитильное ружье с французским замком. Казаки несколько дней двигались вверх по течению под парусами на 26 легких стругах и 13 тяжелых грузовых дощаниках, пока 6 июня не обнаружили впереди противника — «богдойская большая сила ратная со всяким огненным стройным боем, с пушки и пищали» 

## Сражение
Шархуда разместил всех корейских аркебузиров и 600 человек маньчжуров и дауров на берегу за укреплениями из фашин (русские называли их «туры») и земляными валами. Часть пехоты находилась на речных судах. При появлении русской флотилии маньчжуры открыли по ней огонь из своих береговых укреплений:  «И билися те богдойские люди из большево бою, из пушек и пищалей, а били оне из тех пушек по нашим судам, а дралися оне из-за туров и из-за увалов земляных».
Оправдываясь за неудачу, Онуфрий Степанов Кузнец списал все на многочисленность вражеской артиллерии и необычайную дальнобойность цинских орудий:  «А у богдойских людей, как они из пушек стреляют, из тех их пушек емлют версты на 2 и больше, а у нас в войском государева снаряду одна пушка, и та полковая, да 2 железных малых». Однако тяжелых орудий хунъипао, способных поразить цель на расстоянии около 2 верст, на Амуре не появится до 1680-х годов, когда будет готовиться поход на Албазин. Войска Шархуды имели, в лучшем случае, малокалиберные пушки на сошках худуньпао или казнозарядные мало- и среднекалиберные орудия фоланьцзи пао, не способные стрелять на такие большие расстояния. В любом случае, русская артиллерия не была слабее маньчжурской.
После первого успеха казаки высадились на берег и при поддержке собственных трех пушек пошли на штурм береговых укреплений, но столкнулись с сильным сопротивлением: «И на берегу те богдойские люди стали в крепком месте, из-за валов учали с нами драться. И на том приступе многих служилых людей на том бою ранили. И нам с теми богдойскими людьми дратца стало невозможно, потому что в государеве казне пороху и свинцу нет». Помимо объяснений неудачи штурма недостатком боеприпасов, Степанов особо отмечал высокую подготовку маньчжурских войск — вся у них драка ученая строик. Большую роль в бою сыграл отряд Пён Гыпа: укрепившиеся на высокой скале корейские аркебузиры дали по идущим на приступ казакам дружный залп, вызвав среди русских замешательство.
По данным казачьих отписок, бои продолжались два последующих дня. Доклад Пён Гыпа государю Хёджону подтверждает факт длительного преследования отступающих казаков. Не сумев овладеть береговыми укреплениями, казаки Степанова вынуждены были отступить вниз по Сунгари на Амур, так и не добыв себе продовольствия. Шархуда преследовал отряд Степанова до устья Сунгари. Потери сторон в бою остались неизвестными. Однако среди корейцев не было потерь ни убитыми, ни ранеными.

## Последствия сражения
Хотя в своем отчете Степанов делал упор на победу его стругов над вражеской речной флотилией, фактически в бою русские потерпели поражение с далеко идущими последствиями. Закрыв казачьему отряду дорогу по Сунгари, Шархода поставил его в тяжелейшее положение из-за постоянной угрозы голода. Сами казаки признавали свою неудачу, о чём сообщали в челобитной на царское имя: «Из Шингалу нас, холопей твоих, богдойские воинские люди выгнали и хлеба не дали. И мы, холопи твои, пошли с усть Шингалу вверх по Амуру и приимали великую нужу без хлеба, и впредь мы, холопи твои, прокормитца не ведаем где»